# WTA Argentina Open 2024 - Doppio
Il doppio femminile del torneo di tennis professionistico WTA Argentina Open 2024, facente parte della categoria WTA 125 nell'ambito del WTA 125 2024, si gioca dal 25 novembre al 1 dicembre 2024 a Buenos Aires, in Argentina.
In finale Maja Chwalińska e Katarzyna Kawa hanno sconfitto Laura Pigossi e Mayar Sherif con il punteggio di 6-4, 3-6, [10-7].
María Carlé e Despoina Papamichaīl erano le campionesse in carica, ma hanno scelto di non prendere parte a questa edizione del torneo.

## Teste di serie
1. Francisca Jorge /  Ingrid Martins (semifinale)

1. Jessie Aney /  Amina Anšba (quarti di finale)

## Wildcard
1. Julieta Estable /  Luisina Giovannini (quarti di finale)

## Alternate
1. María Paulina Pérez /  Julia Riera (quarti di finale)

## Tabellone

### Legenda
| - Q = Qualificato - WC = Wild card - LL = Lucky loser | - ALT = Alternate - SE = Special Exempt - PR = Protected Ranking | - w/o = Walkover - r = Ritirato - d = Squalificato |

|  | Quarti di finale | Quarti di finale           | Quarti di finale           | Quarti di finale | Quarti di finale |  |  | Semifinali | Semifinali                 | Semifinali                 | Semifinali                     | Semifinali |   |      | Finale | Finale                     | Finale | Finale | Finale |  |
|  |                  |                            |                            |                  |                  |  |  |            |                            |                            |                                |            |   |      |        |                            |        |        |        |  |
|  | 1                | F Jorge I Martins          | F Jorge I Martins          | 6                | 6                |  |  |            |                            |                            |                                |            |   |      |        |                            |        |        |        |  |
|  |                  | I Šymanovič N Stojanović   | I Šymanovič N Stojanović   | 3                | 4                |  |  | 1          | F Jorge I Martins          | F Jorge I Martins          | 3                              | 3          |   |      |        |                            |        |        |        |  |
|  | WC               | J Estable L Giovannini     | J Estable L Giovannini     | 3                | 3                |  |  |            | L Pigossi M Sherif         | L Pigossi M Sherif         | 6                              | 6          |   |      |        |                            |        |        |        |  |
|  |                  | L Pigossi M Sherif         | L Pigossi M Sherif         | 6                | 6                |  |  |            |                            |                            |                                |            |   |      |        | Laura Pigossi Mayar Sherif | 4      | 6      | [7]    |  |
|  | Alt              | MP Pérez J Riera           | MP Pérez J Riera           | 4                | 4                |  |  |            |                            |                            | Maja Chwalińska Katarzyna Kawa | 6          | 3 | [10] |        |                            |        |        |        |  |
|  |                  | N Fossa Huergo V Strachova | N Fossa Huergo V Strachova | 6                | 6                |  |  |            | N Fossa Huergo V Strachova | N Fossa Huergo V Strachova | 3                              | 2          |   |      |        |                            |        |        |        |  |
|  |                  | M Chwalińska K Kawa        | M Chwalińska K Kawa        | 7                | 7                |  |  |            | M Chwalińska K Kawa        | M Chwalińska K Kawa        | 6                              | 6          |   |      |        |                            |        |        |        |  |
|  | 2                | J Aney A Anšba             | J Aney A Anšba             | 5                | 5                |  |  |            |                            |                            |                                |            |   |      |        |                            |        |        |        |  |